# 苏策
苏策（1921年7月26日—2013年12月19日），男，北京人，中国作家，中国作家协会名誉委员，中国作家协会云南分会原副主席，云南省政协委员。